# Karuppur
Karuppur è una suddivisione dell'India, classificata come town panchayat, di 13.003 abitanti, situata nel distretto di Salem, nello stato federato del Tamil Nadu. In base al numero di abitanti la città rientra nella classe IV (da 10.000 a 19.999 persone).

## Geografia fisica
La città è situata a 11° 43' 31 N e 78° 05' 57 E.

## Società

### Evoluzione demografica
Al censimento del 2001 la popolazione di Karuppur assommava a 13.003 persone, delle quali 6.817 maschi e 6.186 femmine. I bambini di età inferiore o uguale ai sei anni assommavano a 1.552, dei quali 834 maschi e 718 femmine. Infine, coloro che erano in grado di saper almeno leggere e scrivere erano 7.847, dei quali 4.761 maschi e 3.086 femmine.